# Derolydnus bisulcatus
Derolydnus bisulcatus är en skalbaggsart som först beskrevs av Aurivillius 1914.  Derolydnus bisulcatus ingår i släktet Derolydnus och familjen långhorningar. Inga underarter finns listade i Catalogue of Life.